# مانلین (بازیکن فوتبال، زاده ۱۹۸۸)
مانلین (انگلیسی: Manolín؛ زادهٔ ۱۳ آوریل ۱۹۸۸) بازیکن فوتبال اهل اسپانیا است.
از باشگاه‌هایی که در آن بازی کرده‌است می‌توان به باشگاه فوتبال اوئسکا، باشگاه فوتبال الچه، و باشگاه فوتبال اوساسونا اشاره کرد.